# Laibach (Jagst)
Der Laibach ist ein gut 4 km langer Bach im Hohenlohekreis im nördlichen Baden-Württemberg, der nach recht beständig südwestlichem Lauf beim Dorf Klepsau der Stadt Krautheim von rechts in die Jagst mündet.

## Geographie

### Verlauf
Der Laibach entsteht etwa 1,8 km nordöstlich des Dorfes Laibach der Gemeinde Dörzbach auf rund 315 m ü. NHN am Büchelesbrunnen. Diese Fließquelle entspringt bei einer kleinen Gruppe von Ahornbäumen in einem Wiesengrund, dessen offene Mulde sich bergwärts übers Laibacher Gewann Wanne nordostwärts und dann weiter nordwestwärts durchs Bad Mergentheimer Gewann Tiefe Wanne bis zuletzt ins Assamstadter Gewann des Namens Tiefe Wanne weiterverfolgen lässt, ohne dass oberhalb der beständig schüttenden Quelle ein beständiger Lauf bestünde.
Der Bach, der am Ufer spärlich und immer wieder aussetzend von Bäumen bestanden ist, zieht in der Mitte des Bachtals mit leichtem Schlängeln südwestwärts, in das Tal mündet schon nach einem halben Kilometer von der rechten Seite ein kleines kurzes Trockental ein. Nach etwa einem Kilometer liegt auf dem rechten Hang ein Schottersteinbruch, an dessen talabwärtiger Seite das überwiegend trockene Weißtal zuläuft, in dem jedoch ein Teich dauerhaft angestaut ist. Wenig danach tritt der Bach in das Dorf Laibach ein, wo er nur auf einem kurzen Stück verdolt unter einer Straße fließt.
Unterhalb des Ortes reichen erstmals beidseitig Felder bis fast ans Ufer, dessen Baumbewuchs lückenhaft ist. Der Bach durchfließt nun den Laibachsgrund, der an einer Kapelle knapp einem Kilometer vor der Mündung in die breite rechte Jagstaue übergeht; dort knickt der Lauf nach Westsüdwesten ab und geht dann am Ortsanfang des Krautheimer Dorfes Klepsau wiederum in eine Verdolung unter der Laibacher Straße (K 2313). Wo diese in die Dörzbacher Straße (L 1025) einmündet, fließt das einzige Nebengewässer Talgraben von Norden her zu. Nach dem Unterqueren der Landesstraße läuft der Bach wieder offen in einem schnurgeraden Graben neben einem Feldweg am Ostrand von Klepsau nach Süden.
Nur etwa 150 Meter weiter mündet der Laibach auf etwa 232,2 m ü. NHN von rechts in die hier etwa westwärts fließende Jagst, rund 200 Meter oberhalb des Klepsauer Mühlwehrs, etwa 83 Höhenmeter unterhalb des Büchelesbrunnens und nach einem 4,2 km langen Lauf mit mittlerem Sohlgefälle von etwa 20 ‰.

### Einzugsgebiet
Der Laibach hat ein 7,7 km² großes Einzugsgebiet, das naturräumlich gesehen überwiegend zum Krautheimer Jagstriedel des Unterraums Mittlere Kocher-Jagst-Ebenen der Kocher-Jagst-Ebenen zählt, während der übrige mündungsnahe Anteil von ihm unterhalb von Laibach zum Unteren Jagsttal im Unterraum Jagsttal desselben Naturraums gerechnet wird. Der mit 409,1 m ü. NHN höchste Punkt wird nordwestlich der Quelle im Wald Kuhweide erreicht.
Nachbargewässer sind
- im Westen und Nordwesten der Horrenbach, der etwas weiter abwärts vor Krautheim an deren nördlichstem Punkt in die Jagst mündet;
- im Norden der obere Erlenbach, ein bedeutenderer und erst viel weiter abwärts in Schöntal-Bieringen mündender rechter Jagst-Zufluss;
- an der Südostseite fließt der Goldbach etwas oberhalb des Laibachs in Dörzbach ebenfalls von rechts in die Jagst.

Auf rund 30 % des Einzugsgebietes steht Wald, vor allem auf den Höhenrücken, die das Obertal umschließen, weniger auf den Wasserscheiden weiter talabwärts, in geringem Maße auch im Untertal an den Hängen. Die waldfreien Höhen stehen überwiegend unterm Pflug, im Talgrund dominieren dagegen das Gründland, während an den Talhängen meist mit Bäumen und Hecken durchsetzte, teilweise verbuschende Wiesen liegen.
Die einzigen Siedlungsplätze im Einzugsgebiet sind das Dörzbacher Dorf Laibach, durch das der Mittellauf zieht, sowie ein Teil des Krautheimer Dorfes Klepsau an der Mündung. Ein kleiner Teil am Nordrand des Einzugsgebietes gehört zur Gemeinde Assamstadt, ein etwas größerer im Nordosten zur Stadtteilgemarkung Rengershausen von Bad Mergentheim, beide sind gewässerlos. Der größte, zentrale Anteil mit dem Ober- und dem Mittellauf des Bachs liegt in der Ortsteilgemarkung Laibach von Dörzbach, ein letzter mündungsnaher, durch die zugehörige Talmulde des Talgrabens ebenfalls ansehnlicher in der Klepsauer Stadtteilgemarkung von Krautheim.

### Zuflüsse und Seen
- Im rechten Nebental Weißtal ist auf etwa 310 m ü. NHN[LUBW 1] der Laibacher See angestaut, unter 0,3 ha.[LUBW 5] Sommers wird dort gebadet.
- Talgraben, von rechts und Norden auf unter 240 m ü. NHN[LUBW 1] an der L 1025 in Klepsau, 1,2 km[LUBW 3] und ca. 1,5 km².[LUBW 6] Entsteht auf etwa 278 m ü. NHN[LUBW 1] im Gewann Bei der Talwiese nördlich von Klepsau nahe an einem Feldkreuz.

## Geologie
Im Einzugsgebiet des Laibachs steht fast überall Muschelkalk an, Oberer Muschelkalk auf den das Tal und das Nebental des Talgrabens begleitenden Höhenrücken, Mittlerer an den Hängen des Obertals und den Oberhängen des unteren Tals sowie Unterer Muschelkalk an den Talseiten ab etwa dem Schottersteinbruch nordöstlich von Laibach im Haupttal und im größten Teil des Nebentals. In diesem Steinbruch, der als Geotop ausgewiesen ist, geht der Abbau auf den Wellenkalk des Unteren Muschelkalks. Die Abbauwand wird durch die Spiriferina- und die Schaumkalk-Bank untergliedert, oben setzt sie sich in den Mittleren Muschelkalk fort. Über der Sohle steht nach Starkregen ein aus dem Karstwasserleiter gespeister Grundwassersee.
Neben diesen mesozoischen Schichten gibt es Gestein viel jüngerer, quartärer Genese. So liegt auf dem Oberen Muschelkalk der begleitenden Höhenrücken teilweise Lösssediment, der Grund des Tales und sogar der trockenen Nebentälern oberhalb des Bachursprungs Büchelesbrunnen ist früh von Schwemmland erfüllt. Ab dem Übertritt von Laibach und Talgraben ins Jagsttal laufen diese im rechts bis an den Hangfuß reichenden Auenlehmband neben dem Fluss.

## Natur und Schutzgebiete
Am Büchelesbrunnen ist eine kleine Fläche der Talaue als Naturdenkmal dieses Namens ausgewiesen. Vielerorts vor allem am rechten Talhang stehen Feldhecken. Ein Naturschutzgebiet des Namens Laibachsweinberg-Im Tal-Im Köchlein bedeckt unterhalb von Laibach den rechten Untertalhang sowie Teile des linken und rechten Hangs des Talgraben-Seitentals. Es handelt sich um mehr oder weniger verbuschende Magerrasenflächen, auf denen Orchideenarten wachsen und seltene Kleintiere leben.
Der größte Teil der zum Hohenlohekreis gehörenden Talflächen außerhalb der beiden Orte liegt im Landschaftsschutzgebiet Jagsttal mit Nebentälern und angrenzenden Gebieten zwischen Kreisgrenze Schwäbisch Hall und Gemeindegrenze Krautheim/Schöntal. Ein schmaler Randstreifen des obersten Einzugsgebietes auf Bad Mergentheimer Grund gehört zu einem weit überwiegend außerhalb der Einzugsgebietsgrenzen liegenden Wasserschutzgebiet.

### LUBW
Amtliche Online-Gewässerkarte mit passendem Ausschnitt und den hier benutzten Layern: Lauf und Einzugsgebiet des Laibachs

Allgemeiner Einstieg ohne Voreinstellungen und Layer: Daten- und Kartendienst der Landesanstalt für Umwelt Baden-Württemberg (LUBW) (Hinweise)
1. 1 2 3 4  Höhe nach dem Höhenlinienbild auf dem Hintergrundlayer Topographische Karte.
2. ↑  Höhe nach grauer Beschriftung auf dem Hintergrundlayer Topographische Karte.
3. 1 2  Länge nach dem Layer Gewässernetz (AWGN).
4. ↑  Einzugsgebiet nach dem Layer Basiseinzugsgebiet (AWGN).
5. ↑  Seefläche abgemessen auf dem Hintergrundlayer Topographische Karte.
6. ↑  Einzugsgebiet abgemessen auf dem Hintergrundlayer Topographische Karte.
7. ↑  Schutzgebiete nach den einschlägigen Layern, Natur teilweise nach dem Layer Geschützte Biotope.

### Andere Belege
1. ↑  Abfluss-BW: Modellierte Abflusswerte an der Mündung
2. ↑  Wolf-Dieter Sick: Geographische Landesaufnahme: Die naturräumlichen Einheiten auf Blatt 162 Rothenburg o. d. Tauber. Bundesanstalt für Landeskunde, Bad Godesberg 1962. → Online-Karte (PDF; 4,7 MB)
3. ↑  Steinbruch und Schotterwerk NE von Laibach (PDF; 933 kB), Geotopsteckbrief des LGRB.
4. ↑  Geologie nach den Layern zu Geologische Karte 1:50.000 auf: Mapserver des Landesamtes für Geologie, Rohstoffe und Bergbau (LGRB) (Hinweise)